# Renato Filippelli
Renato Filippelli (Cascano, 19 febbraio 1936 – Formia, 20 maggio 2010) è stato un poeta e saggista italiano.

## Biografia e opere
Nasce nel 1936 a Cascàno di Sessa Aurunca, in provincia di Caserta, si laurea in lettere moderne all'Università degli Studi di Napoli Federico II e inizia il suo iter di insegnante negli Istituti Superiori dello Stato.

Nel 1963 si stabilisce a Scauri, in provincia di Latina, dove sposa Gelsomina Formicola, sua conterranea, dalla quale avrà tre figli, Fiammetta, Pierpaolo e Chiara. Per oltre trent'anni insegna letteratura italiana moderna e contemporanea nell'Università degli Studi Suor Orsola Benincasa di Napoli, dove partecipa come relatore a vari convegni, e dove insegna anche, negli ultimi anni della sua vita, didattica della lingua italiana agli allievi del corso di formazione primaria.

Scrive vari testi per le scuole medie inferiori e superiori, centinaia di articoli recensivi per quotidiani o riviste specializzate, saggi su argomenti specificamente letterari o di varia umanità.
Nel 1956 scrive il suo primo libro di poesie, “Vent'anni”, cui segue nel 1964 “Il cinto della Veronica”, con prefazione di Edoardo Gennarini. È con “Ombre dal Sud”, pubblicato nel 1971, che la poesia di Filippelli raggiunge una sua cifra espressiva matura e riceve gli apprezzamenti di scrittori e critici quali Emerico Giachery, Mario Pomilio, Michele Prisco, Lanfranco Orsini, Enzo Striano. Scrive così, infatti, Giachery in prefazione al testo: “Se è vera l'ipotesi (..) sul destino di fedeltà del meridionale, Filippelli è vero uomo del sud. La sua poesia è di fedeltà non solo nei contenuti ma anche nell'implicita poetica, anche nella terra—e non di meno dolci legami con la famiglia, la gente. Luogo poetico di questa delicata e pur macerata ricerca di fedeltà è la centrale figura paterna, a cui sembrano ricondursi i lieviti e gli esiti più pervasivi e da cui gli stessi ritmi verbali sembrano attingere più librata misura”.

Nel 1975 dà alle stampe la quarta raccolta di poesie, dal titolo “Ritratto da nascondere”, con un saggio introduttivo di Fernando Figurelli, che scrive: “Anche nelle più realistiche rappresentazioni, l'ispirazione di Filippelli, trascendendo il documento descrittivo, investe quella società popolare con sentimento di fraterna pietà e l'eleva dalla sua realtà storicamente e geograficamente definita a condizione umana perenne”.

Con “Requiem per il padre”, nel 1981, la poesia di Filippelli si conferma “non contaminata dalla retorica e dalle ideologie”, come scrive il critico Rosario Assunto, nella prefazione alla nuova raccolta di liriche. Qui la memoria della figura paterna rivela un'intensità ben evidenziabile nella lirica che risulta emblematica dell'intera raccolta, ossia “Io vegliai la tua morte”, in cui il poeta si rivolge al padre perduto 
(Renato Filippelli, da Io vegliai la tua morte. Requiem per il padre)
 Nel silenzio di oltre dieci anni, impegnati nella realizzazione di testi per le scuole superiori, Filippelli matura una nuova stagione della sua poetica, pubblicando nel 1997 “Plenilunio nella palude”, da cui emerge la ricerca di un'autentica dimensione spirituale e religiosa, frutto anche della riflessione maturata a seguito dell'esperienza drammatica del grave infarto che lo aveva colpito nel giugno del 1996. La ricerca di contatto d'amore sottratto all'inquietudine del silenzio, che connotava in vita il rapporto tra il poeta e il piccolo padre, ossia il padre terreno, viene ora traslata in una dimensione religiosa, in cui il poeta coglie le intime alternanze di una ricerca di verità esistenziale, scandita dalla scoperta in sé della presenza di un Dio padre, che sembra sublimare, e al tempo stesso approfondire, i tratti rappresentativi dell'amore per il padre terreno. Come scrive S. E. Raffaele Nogaro, ”La poesia di Filippelli ha una dimensione catartica e redentiva; la sua semantica si fa ontologia, misura dell'essere, e il suo messaggio si fa etica, criterio della libertà, in quell'apoteosi della speranza, che sa dire a Dio:”non domandarmi il prezzo del perdono”.
In questa raccolta, accanto alla novità di una più intensa tematica religiosa, si coglie la fedeltà ai temi presenti nelle raccolte precedenti, come ben evidenzia Giulio M. Chiodi: “La terra natale, le sue forme, i suoi colori, la sua gente, ma soprattutto le fatiche non soltanto fisiche, silenziose e generose racchiuse nel suo cuore: questo è lo strato solido e il sottofondo costante sul quale il poeta edifica la sua poesia"
(Renato Filippelli, da Il Passo. Plenilunio nella palude)

Illuminante è anche l'intervento di Rodolfo Di Biasio: "Vi è però nel libro di Filippelli, accanto al serrato dialogo con Dio, la consapevolezza che l'uomo deve misurarsi con la sua fragilità, con tutti i limiti umani. Il padre, i figli, la terra, la natura eccetera divengono stazioni di questo viaggio del poeta verso l'eterno: ogni poesia è una stazione, sicché tutte le liriche possono essere lette come lasse di un unico poemetto, sono espressione di una voce che si ferma per dirsi, per poi nuovamente ripartire alla volta di Dio.”
È del 2006 l'ultima raccolta edita in vita del poeta, ossia “Dai fatti alle parole”, dove, come nota Fernando Salsano, si snoda “il viaggio dalle vicende storiche della vita – indicate con una certa violenza come i “fatti”- alla magia delle “parole” poetiche.
Qui il senso di un lungo percorso di poetica assume il valore di una sorta di bilancio, in cui l'irrompere dei singoli ricordi affiorati dall'infanzia si intreccia con la condizione esistenziale del presente, carico di vibrante attesa di un tempo salvifico. La parola poetica si misura costantemente con la ricerca intima di Dio, con il silenzio 
(Renato Filippelli, da Di un tardivo cultore del silenzio. Dai fatti alle parole)
 ma non perde la sua fierezza di identità nella responsabilità di confronto con il dibattito critico-letterario contemporaneo (si legga “Di un poeta non engagé” o “Di un ex montaliano scontento”).
Al senso di una sopravvivenza arresa alla propria
(Renato Filippelli, da Di un ipersensibile agli obblighi di condoglianza. Dai fatti alle parole)
 si lega, all'opposto, la persistenza di una sensibilità combattiva e ora ancor più coraggiosa nello scandagliare le zone più oscure dell'anima, i misteriosi intrecci che annodano i fili del vivere, così come si coglie nelle liriche ispirate al rapporto con il mare, vario e contraddittorio come il vitale affondo introspettivo che il mare stesso sollecita nel poeta.
La vita di Renato Filippelli si spegne all'ospedale di Formia, per l'aggravarsi della sua cardiopatia, il 20 maggio 2010.

Nel novembre 2012 viene pubblicata postuma la raccolta di liriche intitolata Spiritualità, curata dalla figlia Fiammetta. Nella prefazione al libro mons. Raffaele Nogaro scrive dell'opera che essa con "la sua sapiente costruzione culturale è soprattutto iniziativa culturale, che legge i segni dei tempi e prepara i nuovi orizzonti dello spirito."

### La poetica
La poesia di Filippelli è contraddistinta dall'autenticità di quella vocazione a ciò che l'autore stesso definisce “il gioco che mette in versi la vita”, in cui l'affabulazione, con i suoi azzardi espressivi, non tradisce mai la verità del contatto profondo tra l'ispirazione e la vita.
Temi centrali della sua produzione lirica sono l'amore per la propria terra d'origine, ossia il sud contadino della Terra di lavoro nel secondo dopoguerra, gli affetti familiari, la memoria esistenziale scandita sull'emozione del contatto con la natura, la ricerca di una spiritualità religiosa intesa come essenza del vivere. Lo sguardo rivolto alla sofferenza della sua umile gente ne consacra la dignità come valore testimoniale profondo d'umanità e si configura come ricerca delle proprie radici esistenziali e affettive.
Nelle ultime raccolte, la poesia diviene un inesausto colloquio con Dio, la fissazione in balenanti emblemi figurativi di una tensione interiore in cui la ricerca del senso ultimo della vita è scandita da riscoperte, attese, meraviglie, veementi richieste di perdono amoroso rivolte alla presenza di un Dio a lungo celatosi nel corso dell'esistenza, poi rivelato come sfuggente e difficile verità, anche grazie alla prova esistenziale della lunga malattia cardiaca del poeta.

Gli scenari memoriali di una realtà contadina oramai dissoltasi, il coraggio di un'espressività corposa, che ai cerebralismi linguistici preferisce la rivelazione drammatica della propria passione di vivere, sono i principali elementi di una lirica in cui è dimostrata costantemente la fedeltà ad una progettualità originaria. In essa ha trovato spazio l'accordo tra l'autenticità della dimensione esistenziale e le forme della tradizione poetica italiana, in cui l'accensione lirica delle immagini non distrugge la regolarità dell'impianto logico-sintattico, anzi se ne avvale al fine di intensificare, per immediatezza e risonanza interiore, l'esperienza di un'emozione condivisa tra il poeta e il suo lettore.
Dal 1992 è stato istituito Premio internazionale di poesia, saggistica, giornalismo “Tulliola Renato Filippelli” fondato e presieduto da Carmen Moscariello.

## Opere

### Produzione poetica
- Vent'anni, Gastaldi editore, Milano 1956
- Il cinto della Veronica, Centro Artistico Internazionale, Varese 1964
- Ombre dal sud, Istituto Editoriale del Mezzogiorno, Napoli 1971
- Ritratto da nascondere, Loffredo, Napoli 1975
- Requiem per il padre, Bastogi Editrice Italiana, Foggia 1981
- Plenilunio nella palude, Edizioni Scientifiche Italiane 1997
- Dai fatti alle parole, Sigma Libri, Napoli 2006
- Spiritualità, Guida, Napoli 2012
- Tutte le poesie (a cura di Fiammetta Filippelli), Gangemi Editore, Roma 2015

### Produzione saggistica
- L'On. Gaetano Ciocchi nella luce della poesia, Gastaldi editore, Milano 1957
- Presenze dannunziane nella lirica del Novecento, I Quaderni de “La Brigata”, Napoli 1971
- Il cristianesimo di Gian Battista Vico nell'interpretazione di Paolo Brezzi, Istituto tipografico Anselmi, Marigliano (Na) 1970
- Antonio Marcello Villucci ed io, Edizioni Centro Studi di Sessa 1988
- “La Compromissione”, ovvero il dramma dell'intellettuale moderno tra storia e meta-storia, in Atti del convegno di studi su “Mario Pomilio e il romanzo italiano del Novecento”, Università degli Studi Suor Orsola Benincasa, Napoli 1991

### Produzione scolastica
- Giornale come, Antologia italiana per la scuola media, scritta insieme a Raffaele Sirri, Ed. Il Tripode, Napoli 1978
- L'italiano com'è, Educazione alla lingua e grammatica ragionata, Ed. Il Tripode, Napoli 1980
- L'ieri e l'oggi dell'uomo, Antologia italiana per il biennio delle scuole medie superiori, Ed. Il Tripode, Napoli 1984
- L'itinerario storico della letteratura italiana, Manuale di storia della letteratura italiana per le scuole superiori, Ed. Il Tripode, Napoli 1988
- Viaggiare nell'italiano, Corso di educazione linguistica, Edizioni Simone, Napoli 2000
- L'eredità letteraria, Storia e Antologia della letteratura italiana per le scuole superiori, scritta insieme a Fiammetta Filippelli, Edizioni Simone, Napoli 2004

## Premi letterari e riconoscimenti
- Ha vinto i premi Targa d'oro Mergellina (1969, II premio), Porto Sant'Elpidio (1979), Ischia (1993), Penisola sorrentina (1998), Histonium (2002).
- È stato finalista con Antonio Barolini, Dino Buzzati e Giovanni Giudici al premio Carducci del 1965 ed è stato in corsa con Bartolo Cattafi ed Edoardo Sanguineti al premio Sebeto nel 1972.
- Per molti anni è stato presidente di giuria per i premi “Tulliola”, “Giano città di Formia”, “Mimesis”, “Suessa Mater” e, fino al suo ultimo anno di vita, per il premio “ Antonio Sebastiani (Il Minturno)”, oltre che membro di giuria di molti altri premi letterari.
- Nel 2010 è stato insignito della Medaglia d'argento del Presidente della Camera dei Deputati alla memoria.

## Antologie
- a cura di Angelo Manuali e Benito Sablone, Inchiesta sulla poesia. La poesia contemporanea nelle regioni d'Italia, Bastogi Editrice Italiana, Foggia 1979
- a cura di Raffaele Pellecchia, La poesia nel Lazio, Forum/Quinta Generazione, Grafica Artigiana, Castelbolognese 1988
- Lucrezi e Portolano, Poesia e verità, Antologia per le scuole medie, Federico e Ardia , Napoli, 1973
- Francesco De Nicola- Giuliano Manacorda, Tre generazioni di poeti italiani. Una antologia del secondo Novecento, Caramanica Editore, Marina di Minturno 2005
- Alfonso Pellegrinetti, In cammino, antologia per le scuole medie, Petrini, Torino
- Enzo Striano, Chi siamo, Antologia per il biennio delle classi superiori, Loffredo, Napoli
- V. D'Esculapio, L. Massari, M. Peviani, Seconda stella a destra... Viaggio tra l'immaginario e la realtà, Antologia per le scuole medie, II vol., tomo A, Loffredo, Napoli, 1998
- a cura di Vittoriano Esposito, La poesia etico-religiosa in Italia, ne “L'Altro Novecento”, Bastogi Editrice Italiana, Foggia, 1999